# Dieta wolumetryczna
Dieta wolumetryczna – dieta przeznaczona dla osób otyłych i stosowana w celu redukcji masy ciała.
Podstawowym założeniem diety jest podział produktów żywnościowych na 4 grupy, różniące się gęstością energetyczną, czyli liczbą kalorii w przeliczeniu na jednostkę wagi. Pacjentowi zalecane są produkty z najniższą gęstością energetyczną jako podstawa jadłospisu, diety oraz z niską gęstością energetyczną do spożycia w umiarkowanych ilościach, natomiast te o średniej i wysokiej zaleca się odpowiednio kontrolować i ograniczać lub w miarę możliwości wykluczyć z diety.
Do grupy 1 zalicza się (bardzo niskiej gęstości energetycznej) zalicza się nieskrobiowe warzywa i owoce z małą zawartością cukrów, niskotłuszczowe produkty nabiałowe, zupy na wywarach jarzynowych lub chudym mięsie. W drugiej grupie (niskiej gęstości energetycznej) umieszczono pozostałe owoce i warzywa skrobiowe, pełnoziarniste produkty zbożowe, nasiona roślin strączkowych oraz chude mięsa i ryby. Wśród produktów z grupy średniej gęstości energetycznej (gr. 3) umieszczono inne rodzaje mięs, tłuste ryby, sery twarde i pleśniowe, pszenne pieczywo, biały ryż, makaron pszenny, pizzę, frytki, gotowe sosy sałatkowe, lody i ciasta. Natomiast do grupy 4 o wysokiej gęstości energetycznej zaliczone zostały orzechy, nasiona, masło, oleje roślinne i przekąski.
Autorką diety jest prof. Barbara J. Rolls z Pennsylvania State University.